# Energy Exchange Austria
Die EXAA (Abwicklungsstelle für Energieprodukte AG) ist ein elektronischer Marktplatz für den Energiehandel in Österreich, Deutschland und den Niederlanden. Sie fungiert als österreichische Strombörse und ist in der österreichischen APG-Regelzone sowie in allen vier deutschen Regelzonen (Amprion, Tennet, TransnetBW, 50Hertz) aktiv. Im Juni 2024 wurde das Handelsgebiet auf die Niederlande (Tennet) erweitert. Im Jahr 2012 hat die EXAA als erste europäische Börse den Handel mit Grünstrom unter dem Namen „EXAA Green Power“ eingeführt.
Seit 2021 steht die EXAA in enger Kooperation mit der CCPA (Central Counterparty Austria), die seither die Abrechnung der finanziellen Transaktionen (Clearing) sowie das Sicherheiten- und Risikomanagement übernimmt.

## Geschichte
Die offizielle Gründung der EXAA fand am 8. Juni 2001 statt. Mit der vollständigen Liberalisierung des österreichischen Strommarktes am 1. Oktober 2001 wurden die rechtlichen Rahmenbedingungen für die Errichtung einer Strombörse geschaffen. Der Spothandel an der EXAA begann am 21. März 2002, für Einzelstunden in der APG-Regelzone, mit zwölf Marktteilnehmern. Mittlerweile umfasst der EXAA-Spothandel rund 60 Stromhandelsfirmen aus 11 Ländern, wobei der nichtösterreichische Anteil an Unternehmen mittlerweile deutlich überwiegt.
Die Handelsgebiete und -agenden wurden kontinuierlich erweitert:
- 2024: Marktgebietserweiterung der 10:15 Auktion auf die Niederlande.

- 2022: Erfolgreiche Einführung des auktionsübergreifenden Cross-Auction Spreads, der den Handelsteilnehmern Arbitrage-Möglichkeiten zwischen der 10:15-Uhr-Auktion und 12:00-Uhr-Auktion bietet.
- 2021: Kooperationsstart mit der Central Counterparty Austria (CCPA) für ein effizienteres Clearing und Risk Management.
- 2020: Einführung der API Schnittstelle für die Handelspartner.
- 2019: Erfolgreicher Marktstart von physischen Location-Spread-Produkten zur virtuellen Kopplung der Marktgebiete Österreich und Deutschland sowie Beitritt der EXAA zum europäischen Market Coupling (12:00-Auktion).
- 2018: Einführung von zwei Auktionen für die am 1. Oktober 2018 getrennten Marktgebiete Österreich und Deutschland.
- 2015: Identifizierung der EXAA als einer der ersten europäischen Marktteilnehmer gemäß REMIT-Verordnung[2] als RRM (englisch Registered Reporting Mechanism) durch die Stromregulierungsbehörde ACER (Agentur für die Zusammenarbeit der Energieregulierungsbehörden) im Februar, die dazu berechtigt, Daten direkt und ohne Umweg über einen Dienstleister an die ACER zu melden. Start der Datenmeldung entsprechend der Datenmeldeverpflichtung gemäß REMIT-Verordnung und Ernennung der EXAA zum NEMO (englisch Nominated Electricity Market Operator) in Österreich durch die E-Control.
- 2014: Start der ersten 1⁄4-Stunden-Auktion in Europa.
- 2013: Einführung von negativen Preisen an der EXAA (Preisgrenzen: −150 EUR/MWh bis +3.000 EUR/MWh).
- 2012: Einführung des Grünstrommarkts EXAA Green Power. Ende der Betreuung des ungarischen Day-Ahead Markets PXE durch die EXAA.
- 2011: Übernahme des operativen Geschäfts für das Marktgebiet Ungarn durch die EXAA von der Prager Energiebörse PXE. Beginn der Kooperationsvereinbarung mit Greenmarket-Exchange (Tochter der Bayerischen Börse) am CO2-Markt und gleichzeitige Stilllegung des CO2-Spotmarktes an der EXAA.
- 2009: Eröffnung der Regelzonen TransnetBW (damals: EnBW) und 50Hertz (damals: Vattenfall). Start der „training for energy and environmental markets“ Schulungsreihe „teem“.
- 2008: Umstellung des Algorithmus zur verlässlicheren Ausführung von Market Orders. Durchführung und Veröffentlichung von regelmäßigen Marktanalysen des Strom-Spotmarktes durch die EXAA zur Steigerung der Transparenz.
- 2006: Eröffnung Regelzone Schweiz (später eingestellt).
- 2002–2006: Auction Office für Kapazitätsauktionen (abgewickelt von RIECADO, einem mit smart technologies fusionierten Unternehmen der ehemaligen CISMOgroup).
- 2005: Eröffnung der Amprion-Regelzone (damals: RWE) und Handelsstart mit CO2-Zertifikaten.
- 2004: Erweiterung des Handelsgebiets auf Deutschland – Eröffnung der Tennet-Regelzone (damals: E.ON).
- 2003: Einführung von Block-Produkten und Post-Trading.

## Handelsplattform
Eine Börse ist ein organisierter Handelsplatz, dessen Abläufe gesetzlichen Bestimmungen unterliegen. Das Hauptziel beim Betrieb einer elektronischen Handelsplattform mit einem Auktionssystem besteht darin, die Liquidität optimal zu bündeln. Zusätzlich wird die Effizienz der Handelstätigkeit gefördert, indem der Aufwand für das Abschließen von Geschäften im Vergleich zum bilateralen Handel deutlich reduziert wird. Die Neutralität einer Energiebörse, die garantierte Anonymität der Gebote und die umgehende Veröffentlichung von Preisinformationen tragen wesentlich dazu bei, die Fairness im gesamten Markt zu fördern.

### Gehandelte Produkte
An der EXAA sind grundsätzlich alle 24 Stunden eines Tages einzeln handelbar. Als Blockprodukte (Zusammenfassung mehrerer Stunden zu einem gemeinsamen Block) wurden neben den Standardblöcken Base, Peak, Offpeak weitere Spezialblöcke definiert, um den speziellen Bedürfnissen der Marktteilnehmer gerecht zu werden. Zusätzlich zu den Single-Hour- und Blockprodukten können an der EXAA in der unabhängigen Day-Ahead-Auktion um 10:15 Uhr auch alle 96 Viertelstunden eines Tages gehandelt werden.
Die physische Erfüllung der Geschäfte erfolgt wahlweise in einer der vier Regelzonen in Deutschland (Amprion, Tennet, TransnetBW, 50Hertz) oder in der österreichischen APG-Regelzone. Dies hat die Ermittlung eines Preises pro MWh für Deutschland sowie eines eigenen Preises für Österreich zur Folge. An den Börsentagen von Montag bis Freitag werden die Orders der einzelnen Marktteilnehmer in einem geschlossenen Orderbuch gesammelt. Danach wird täglich jeweils eine Auktion für Grau- und Grünstrom pro Marktgebiet (Österreich, Deutschland) durchgeführt. Der bei der Auktion ermittelte Preis (englisch Market Clearing Price, MCP) sowie die den einzelnen Marktteilnehmern zugeteilten Mengen werden diesen unmittelbar nach der Auktion mitgeteilt. Die physische Erfüllung der Geschäfte erfolgt jeweils am nächsten Tag (Day-Ahead-Handel).
Im Jahr 2012 hat die EXAA als erste europäische Strombörse ihren Handelsteilnehmern den Handel mit Grünstrom ermöglicht.

Mit dem nachgelagerten Post-Trading können außerdem Überhangmengen aus der Auktion zum bereits definierten Market-Clearing-Preis abgegriffen werden. 

### Handelssystem

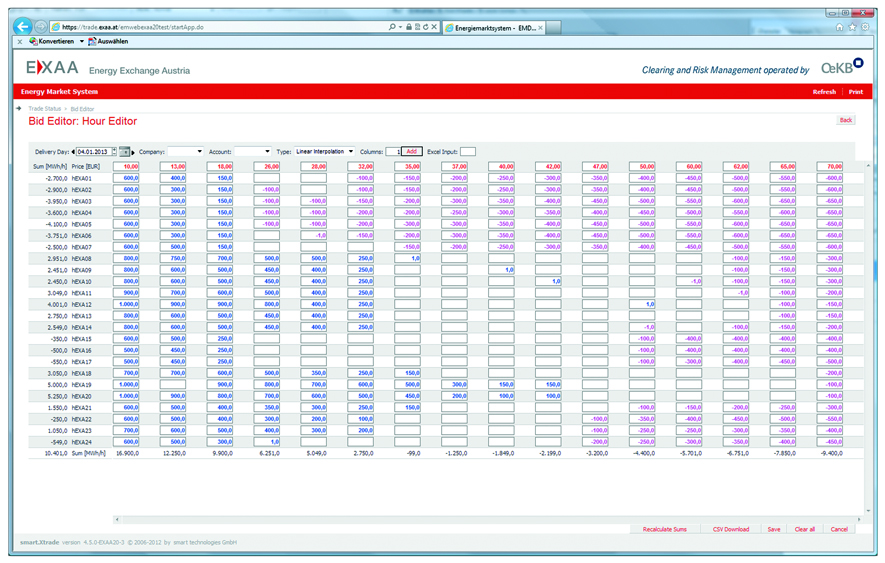
Ordereingabemaske für Einzelstunden im Handelssystem der EXAA (2013)

Die Produkte der EXAA-Spotmärkte werden in Auktionen gehandelt. Zur Übermittlung der Kauf- bzw. Verkaufsgebote ist auf Händlerseite lediglich ein Webbrowser erforderlich. Damit werden Softwareinstallation und -wartungen an den IT-Systemen der Händler und teure Standleitungen vermieden. Die Zugangssicherung zum System erfolgt mit elektronischen Schlüsseln (RSA-Token).

## Day-Ahead-Auktionen
Aktuell werden zwei Day-Ahead-Auktionen (eine unabhängige Auktion um 10:15 Uhr sowie eine Market-Coupling-Auktion um 12:00) an der EXAA angeboten, jeweils für AT und DE, mit vier unterschiedlichen Clearingpreisen je Produkt und Liefertag. 

### 10:15-Uhr-Auktion: Zwei Marktgebiete, zwei Market-Clearing-Preise – mit virtueller Kopplung
Mit dem Preiszonensplit am 1. Oktober 2018 wurde das seit Jahren bestehende grenzübergreifende Marktgebiet Österreich – Deutschland aufgehoben und damit ein Kapazitätsengpass eingeführt. Seit diesem Tag bietet die EXAA zeitgleich zwei getrennte Auktionen für die beiden Marktgebiete Österreich und Deutschland an, in deren Rahmen ein Market-Clearing-Preis für Österreich und ein Market-Clearing-Preis für Deutschland ermittelt wird. So gibt es weiterhin die Möglichkeit der Fahrplananmeldung von Geschäften aus der EXAA-Auktion in Österreich (APG) sowie in allen vier deutschen Regelzonen (Amprion, Tennet, TransnetBW, 50Hertz). Unternehmen, die bereits Bilanzkreisverträge für das deutsche Stromnetz haben, können uneingeschränkt an der EXAA handeln.

### Location Spread & Cross Auction Spread
Mit dem 5. März 2019 hat die EXAA ihr Produktangebot erfolgreich um physische Location Spreads erweitert, die eine virtuelle Kopplung der beiden Preiszonen Österreich und Deutschland erlauben. Über einen neuen Spread-Editor können Händler zusätzlich zu ihren Geboten für Blöcke, Stunden und Viertelstunden, auch Gebote auf den Preisunterschied zwischen Österreich und Deutschland abgeben, und diesen Spread mit oder ohne Limit zu kaufen beziehungsweise zu verkaufen. Bekommt ein Spread-Gebot bei der Auktion den Zuschlag, wird eine betragsmäßig gleich große Menge in der einen Preiszone gekauft und gleichzeitig in der anderen Preiszone verkauft. Der Preis des Spreads wird durch die gleichzeitig durchgeführten Auktionen im Marktgebiet Österreich und im Marktgebiet Deutschland unter Einbeziehung der jeweils gesamten Orderbücher ermittelt. Die Erfüllung des Spreads erfolgt physisch im jeweiligen Marktgebiet.[AB1]
Zusätzlich zum Location-Spread wurde 2022 mit dem Cross-Auction Spread ein weiteres Handelsprodukt an der EXAA eingeführt, über das von Preisdifferenzen zwischen der EXAA 10:15-Auktion und der 12:00-MC-Auktion im Rahmen der Portfoliooptimierung profitiert werden kann.

### 12:00 Uhr Market Coupling Auktion
Seit 2. Juli 2019 können die Handelsteilnehmer der EXAA auch an der 12:00-Uhr-Market-Coupling-Auktion teilnehmen.
- Market Areas: AT und DE
- Standard-Day-Ahead-Kontrakte
- Unverändert günstige Mitgliedsgebühr
- Direktes Clearing und bedarfsorientiertes Risikomanagement
- Trade-Limits-Berechnung auf Basis des 10:15-Uhr-MCP
- Kompetitive Transaktionsgebühren

Um 12:00 Uhr werden im Rahmen des europäischen Market Couplings die Orderbücher für DE und AT (und allen verbundenen Börsen/Ländern/Preiszonen) implizit mit den entsprechenden Grenzkapazitäten auktioniert. Die Grenzkapazitäten DE/AT gehen dabei genauso wie alle anderen Grenzkapazitäten zwischen den verschiedenen europäischen Preiszonen ein, und es ergeben sich ein 12:00-Uhr-Preis für AT und – in Abhängigkeit der Ausnutzung der verfügbaren Übertragungskapazitäten – gegebenenfalls ein anderer 12:00-Uhr-Preis für DE.

#### Handelbare Produkte
Im Rahmen der 12:00-MC-Auktion können Handelsteilnehmer an der EXAA alle 24 Einzelstunden des Tages sowie spezifische Blockprodukte als einzelne Handelsprodukte handeln.

## TEEM-Schulungen
Seit Jänner 2009 bietet EXAA unter dem Markennamen teem – training for energy and environmental markets Schulungen zum Strom- und Gashandel an. Die sogenannten „TEEM-Module“ richten sich sowohl an Branchenneulinge als auch an spezialisierte Mitarbeiter. Jährlich finden drei Präsenztermine und drei Onlinetermine statt. Außerdem werden Spezialseminare angeboten, die auf aktuelle Herausforderungen und Trends eingehen. Neben den regulären Terminen können zusätzliche Schulungen auf Anfrage gebucht werden. Die Inhalte der Schulungen werden von namhaften Experten der Branche präsentiert und reichen vom österreichischen Marktmodell für Strom und Gas über die Preisbildung auf Börsen bis hin zu aktuellen Themen wie die Blackout-Prävention.
Es gibt außerdem die Möglichkeit, ein Händlerdiplom nach erfolgreich bestandener Prüfung bei der EXAA zu erwerben. Diese Prüfung findet im Rahmen der Schulung und auf individuelle Anfrage hin statt.
Mit Stand 2024 haben bereits über 2500 Mitarbeiter der Energiewirtschaft die Strom- und Gasschulungen für Weiterbildungszwecke genutzt.

## Eigentümerstruktur
Aktionäre und Anteile:
- APCS Power Clearing and Settlement AG (34,55 %)
- Wiener Börse AG (25,12 %)
- Oesterreichische Kontrollbank AG (8,06 %)
- smart technologies Management Beratungs- und Beteiligungsgesellschaft mbH (8,06 %)
- Verbund Energy4Business GmbH (3,04 %)
- ENERGIEALLIANZ Austria GmbH (3,04 %)
- KELAG-Kärntner Elektrizitäts AG (3,04 %)
- Energie Steiermark Business GmbH (3,04 %)
- TIWAG-Tiroler Wasserkraft AG (3,04 %)
- illwerke vkw AG (3,04 %)
- Energie Graz GmbH (2,98 %)
- OMV Gas & Power GmbH (2,98 %)